# Radio en Uruguay
La radio en Uruguay comienza en abril de 1922. La primera transmisión estuvo a cargo de Radio General Electric, de manera experimental. El 6 de noviembre de ese mismo año inicia sus transmisiones de forma regular Radio Paradizábal, consolidándose así como la primera emisora comercial del país. Posteriormente surgirían Radio el Espectador, Monte Carlo, Radio Paysandú, Carve, radio Salto de Salto, entre otras. 
En 1960 surgirían las radios de frecuencia modulada, la primera  en iniciar sus transmisiones fue Emisora Río de  la Plata.
En julio de 2022 operaban en Uruguay 87 estaciones de amplitud modulada, así como 341 estaciones de frecuencia modulada.

## Historia
En 1921 General Electric instalaría un transmisor de 10 vatios de potencia, en su local, además de instalar también una antena en su azotea, su intención simplemente era vender receptores, pero para ellos era imprescindible contar con una emisora. Posteriormente surgirían pruebas experimentales en la Casa de Gobierno, el Teatro Urquiza y el Teatro Solís, esta última fue una de las más importantes, ya que tuvo una enorme trascendencia en el público montevideano, dado que ese día se estaba transmitiendo un partido de fútbol, de alguna forma esta sería la primera transmisión deportiva en Uruguay, dicha retransmisión estuvo a cargo de Claudio Sapelli, que retransmitió minuto a minuto todos los detalles del partido de fútbol entre Uruguay y Brasil el 1.º de octubre de 1922, en la azotea del diario El Plata. Con un potente receptor captaba relatos de radios brasileras, leía cables e imaginaba el encuentro por el sudamericano que se desarrollaba en Río de Janeiro.
Ese mismo año Sebastián Paradizábal compra a General Electric un transmisor de 1 kW de potencia, que instalaría en el Hotel Florida. Esta radio emisora iniciaría sus transmisiones el 6 de noviembre de 1922. Su primer locutor, fue Luis Viapiana. En 1923 Radio General Electric se convierte en Radio Sud América,  en 1924 nacerían Radio Monte Carlo, Radio Paysandú, Radio Nacional, Radio Durazno y La Voz de Paysandú y en el 27, Radio Cultural de Salto, Radio Carve, Radio Universal, Radio América y la Radio Oficial del SODRE en 1929. En el año 1931 Radio Sud América cambia su denominación a El Espectador.

### Transmisiones deportivas
Ignacio Domínguez Riera y Emilio Elena transmitieron en 1930 el primer Mundial de Fútbol que se desarrollaba en Montevideo, trasmitida en CX 6 SODRE. En esa década Juan Enrique de Feo inició el relato de varios deportes en la radio La Voz del Aire  y en 1939 Radio Sport inició las transmisiones móviles de la Vuelta Ciclista del Uruguay.

### Evolución de la programación en general
En las décadas de 1930 y 1940, la radio uruguaya innovó con una moderna programación, actuaciones de figuras del espectáculo y la cultura nacional, en las que intervinieron grandes autores y actores locales. Se hicieron célebres programas informativos, así como polémicos programas deportivos.
La aparición en 1956 de la televisión y su difusión en las décadas de 1960 y 1970 produjo cambios radicales en la programación radial. En la década de 1960 se expandió el formato de música y noticias, y a mediados de la década de 1980, con la apertura democrática, resurgió la programación periodística.

### Emisiones simultáneas
La Cooperativa de Radioemisoras del Interior, fundada en 1960, agrupa a decenas de emisoras de radio del interior del país. Actualmente emite en simultáneo los informativos de Radio Monte Carlo y los partidos FIFA y Conmebol de fútbol uruguayo transmitidos por El Espectador Deportiva y Radio Tabaré de Salto. Del mismo modo, Red Oro transmite el "Informativo Carve con Red Oro" y los partidos de fútbol transmitidos por Radio Carve. Además cuando se transmiten "Rutas de América" y "Vuelta Ciclista del Uruguay" se arma una cadena de radios del interior.

### Llegada de la Frecuencia modulada
En 1960 se lanzó la primera emisora radial de frecuencia modulada del país, CXD-238 Emisora Río de la Plata (originalmente 106.7 MHz, luego 95.5 MHz). En 1962, Gioscia Hermanos comenzó a emitir música de fondo de la Muzak Corporation por el indicativo CXD-230 (93.9 MHz), y alquilaba aparatos receptores a oficinas y comercios. En 1976 se lanzó la tercera emisora de FM, CXD-270 Azul (101.9 MHz). En 1984, al final de la dictadura militar, el gobierno autorizó numerosas emisoras de FM tanto en Montevideo como en el interior del país.

## Radioemisoras en Montevideo

### Montevideo
| Amplitud modulada                                                                                | Amplitud modulada | Amplitud modulada | Amplitud modulada                             | Amplitud modulada |
| Emisora                                                                                          | Característica    | Frecuencia        | Operador                                      | Web               |
| ------------------------------------------------------------------------------------------------ | ----------------- | ----------------- | --------------------------------------------- | ----------------- |
| Clarín Musical                                                                                   | CX-58             | 580kHz            |                                               | Web               |
| Radio Rural Generalista                                                                          | CX-4              | 610kHz            |                                               | Web               |
| Radio Clásica Musical                                                                            | CX-6              | 650kHz            | Servicio de Comunicación Audiovisual Nacional | Web               |
| Radio Sarandí Generalista                                                                        | CX-8              | 690kHz            | Sarandí Comunicaciones (Albavisión)           | Web               |
| Continente Generalista y Religiosa                                                               | CX-10             | 730kHz            |                                               | Web               |
| Radio Oriental Generalista                                                                       | CX-12             | 770kHz            | Sociedad Anónima de Radioemisoras del Plata   | Web               |
| El Espectador Generalista hasta 13 de diciembre de 2024 / Deportiva desde el 26 de enero de 2025 | CX-14             | 810kHz            | Magnolio Media Group                          | Web               |
| Carve Generalista                                                                                | CX-16             | 850kHz            | Sociedad Anónima de Radioemisoras del Plata   | Web               |
| Sport 890 Deportiva                                                                              | CX-18             | 890kHz            | Sarandi Comunicaciones (Albavisión)           | Web               |
| Monte Carlo Generalista                                                                          | CX-20             | 930kHz            | Sociedad Anónima de Radioemisoras del Plata   | Web               |
| Radio Universal Generalista                                                                      | CX-22             | 970kHz            |                                               | Web               |
| Carve Deportiva Deportiva                                                                        | CX-24             | 1010kHz           | Sociedad Anónima de Radioemisoras del Plata   | Web               |
| Radio Uruguay Generalista                                                                        | CX-26             | 1050kHz           | Servicio de Comunicación Audiovisual Nacional | Web               |
| Radio María Uruguay Religiosa                                                                    | CX-28             | 1090kHz           |                                               | Web               |
| Radio Nacional Generalista                                                                       | CX-30             | 1130kHz           |                                               | Web               |
| Radiomundo Generalista                                                                           | CX-32             | 1170kHz           | Compañía Uruguaya de Publicidad S.A.          | Web               |
| Radio Centenario Generalista                                                                     | CX-36             | 1250kHz           |                                               | Web               |
| Radio Cultura Generalista                                                                        | CX-38             | 1290kHz           | Servicio de Comunicación Audiovisual Nacional | Web               |
| Fénix Generalista                                                                                | CX-40             | 1330kHz           |                                               | Web               |
| Radio América Generalista y Religiosa                                                            | CX-46             | 1450kHz           |                                               | Web               |
| Frecuencia modulada                                                                              |                   |                   |                                               |                   |
| Emisora                                                                                          | Característica    | Frecuencia        | Operador                                      | Web               |
| Boliche Radio Musical                                                                            | CXD-209           | 89.7 MHz          |                                               | Web               |
| FM Hit Musical                                                                                   | CXD-212           | 90.3 MHz          |                                               | Web               |
| Celestial FM Religiosa                                                                           | CXD-214           | 90.7 MHz          |                                               | Web               |
| Radio Futura Musical                                                                             | CXD-216           | 91.1 MHz          | Sarandí Comunicaciones (Albavisión)           | Web               |
| Zoe Gospel Music Religiosa                                                                       | CXD-218           | 91.5 MHz          |                                               | Web               |
| FM Like Musical                                                                                  | CXD-220           | 91.9 MHz          | Sarandí Comunicaciones (Albavisión)           | Web               |
| Urbana FM Generalista                                                                            | CXD-223           | 92.5 MHz          | Sonider S.A.                                  | Web               |
| Océano Musical                                                                                   | CXD-230           | 93.9 MHz          | Compañía Uruguaya de Publicidad S.A.          | Web               |
| Radio Uruguay Generalista                                                                        | CXD-234           | 94.7 MHz          | Servicio de Comunicación Audiovisual Nacional | Web               |
| Del Plata FM Musical                                                                             | CXD-238           | 95.5 MHz          | Sarandí Comunicaciones (Albavisión)           | Web               |
| Alfa FM Generalista                                                                              | CXD-242           | 96.3 MHz          |                                               | Web               |
| Babel FM Musical                                                                                 | CXD-246           | 97.1 MHz          | Servicio de Comunicación Audiovisual Nacional | Web               |
| M24 Generalista                                                                                  | CXD-250           | 97.9 MHz          |                                               | Web               |
| Diamante FM Generalista                                                                          | CXD-254           | 98.7 MHz          |                                               | Web               |
| Del Sol FM Generalista                                                                           | CXD-258           | 99.5 MHz          | Magnolio Media Group                          | Web               |
| Aire FM Musical                                                                                  | CXD-262           | 100.3 MHz         |                                               | Web               |
| Nuevotiempo Religosa                                                                             | CXD-267           | 101.3 MHz         |                                               | Web               |
| Azul FM Generalista                                                                              | CXD-270           | 101.9 MHz         | Magnolio Media Group                          | Web               |
| Radio Disney Musical                                                                             | CXD-279           | 103.7 MHz         | Magnolio Media Group                          | Web               |
| Radio Cero Generalista                                                                           | CXD-282           | 104.3 MHz         | Sociedad Anónima de Radioemisoras del Plata   | Web               |
| Galaxia FM Musical y Religiosa                                                                   | CXD-290           | 105.9 MHz         |                                               |                   |
| La Ley FM Musical                                                                                | CXD-294           | 106.7 MHz         |                                               | Web               |
| Uni Radio Educativa                                                                              | CXD-299           | 107.7 MHz         | Universidad de la República                   | Web               |

Listado actualizado al 16 de octubre de 2022.

## Radioemisoras en el Interior

### Artigas
| Amplitud Modulada              | Amplitud Modulada | Amplitud Modulada | Amplitud Modulada | Amplitud Modulada |
| Emisora                        | Característica    | Frecuencia        | Localidad         | Web               |
| ------------------------------ | ----------------- | ----------------- | ----------------- | ----------------- |
| Radio Frontera                 | CW-17             | 900 kHz           | Artigas           | Web               |
| La Voz de Artigas              | CX-118            | 1180 kHz          | Artigas           | Web               |
| Radio Bella Unión              | CW-125            | 1250 kHz          | Bella Unión       | Web               |
| Radio Cuareim                  | CV-127            | 1270 kHz          | Artigas           | Web               |
| Radio Del Centro               | CV-149            | 1490 kHz          | Baltasar Brum     | Web               |
| Radio Celeste                  | CW-157A           | 1570 kHz          | Tomás Gomensoro   | Web               |
| Frecuencia Modulada            |                   |                   |                   |                   |
| Emisora                        | Característica    | Frecuencia        | Localidad         | Web               |
| Frontera FM                    | CX-202            | 88.3 MHz          | Artigas           | Web               |
| Viva FM                        | CX-208D           | 89.5 MHz          | Artigas           | Web               |
| Amatista FM                    | CX-214            | 90.7 MHz          | Artigas           | Web               |
| Milenium FM                    | CX-221A           | 92.1 MHz          | Bella Unión       | Web               |
| Portal FM                      | CX-251            | 98.1 MHz          | Artigas           | Web               |
| Radiodifusión Nacional Uruguay | CX-254            | 98.7 MHz          | Artigas           | Web               |
| Radiodifusión Nacional Uruguay | CX-261B           | 100.1 MHz         | Bella Unión       | Web               |
| Universo Uruguay FM            | CX-279A           | 103.7 MHz         | Bella Unión       | Web               |
| Stereo Norte FM                | CX-288            | 105.5 MHz         | Bella Unión       | Web               |

### Canelones
| Amplitud modulada                     | Amplitud modulada | Amplitud modulada | Amplitud modulada    | Amplitud modulada |
| Emisora                               | Característica    | Frecuencia        | Localidad            | Web               |
| ------------------------------------- | ----------------- | ----------------- | -------------------- | ----------------- |
| Radio Cristal del Uruguay Generalista | CX-147            | 1470 kHz          | Las Piedras          | Web               |
| Radio Canelones Generalista           | CX-157            | 1570 kHz          | Canelones            | Web               |
| Radio Continental Generalista         | CV-160            | 1600 kHz          | Pando                | Web               |
| Frecuencia modulada                   |                   |                   |                      |                   |
| Nombre Fantasía                       | Característica    | Frecuencia        | Localidad            | Web               |
| FM Naturaleza                         | CX-201A           | 88.1 MHz          | Tala                 | Web               |
| La Costa Musical                      | CX-202F           | 88.3 MHz          | San José de Carrasco | Web               |
| Del Molino                            | CX-207B           | 89.3 MHz          | Pando                | Web               |
| Atlántida FM                          | CX-210B           | 89.9 MHz          | Atlántida            | Web               |
| Ideal FM                              | CX-211A           | 90.1 MHz          | Santa Lucía          | Web               |
| Santa Rosa FM                         | CX-213            | 90.5 MHz          | Santa Rosa           |                   |
| 91.3 FM San Ramón                     | CX-217B           | 91.3 MHz          | San Ramón            | Web               |
| Ciudadana                             | CX-222A           | 92.3 MHz          | Ciudad de la Costa   | Web               |
| Inolvidable Musical                   | CX-226            | 93.1 MHz          | Las Piedras          | Web               |
| Radio Uno FM                          | CX-264            | 100.7 MHz         | Tala                 | Web               |
| Emisora Total                         | CX-275            | 102.9 MHz         | Las Piedras          | Web               |
| Metrópolis FM Musical                 | CX-285            | 104.9 MHz         | La Paz               | Web               |
| Radioluz Musical                      | CX-297            | 107.3 MHz         | Canelones            |                   |

### Cerro Largo
| Amplitud Modulada                  | Amplitud Modulada | Amplitud Modulada | Amplitud Modulada | Amplitud Modulada |
| Emisora                            | Característica    | Frecuencia        | Localidad         | Web               |
| ---------------------------------- | ----------------- | ----------------- | ----------------- | ----------------- |
| La Voz de Melo                     | CW-53             | 1340 kHz          | Melo              | Web               |
| Radio Río Branco                   | CW-136            | 1360 kHz          | Rio Branco        | Web               |
| Radio María                        | CW-147            | 1470 kHz          | Melo              | Web               |
| Radio Acuarela                     | CX-152            | 1520 kHz          | Melo              | Web               |
| Frecuencia modulada                |                   |                   |                   |                   |
| Emisora                            | Característica    | Frecuencia        | Localidad         | Web               |
| Ritmo FM                           | CX-201            | 88.1 MHz          | Melo              | Web               |
| Sirio FM                           | CX-208B           | 89.5 MHz          | Fraile Muerto     | Web               |
| Radio Positiva                     | CX-209B           | 89.7 MHz          | Rio Branco        |                   |
| Radiodifusión Nacional del Uruguay | CX-249A           | 97.7 MHz          | Rio Branco        | Web               |
| Nova FM                            | CX-252A           | 98.3 MHz          | Melo              | Web               |
| Emisora C. de Melo                 | CX-256            | 99.1 MHz          | Melo              | Web               |
| Radio Integración                  | CX-268            | 101.5 MHz         | Aceguá            | Web               |
| La Galena                          | CX-288A           | 105.5 MHz         | Rio Branco        | Web               |
| Radiodifusión Nacional del Uruguay | CX-295            | 106.9 MHz         | Melo              | Web               |

### Colonia
| Amplitud Modulada                  | Amplitud Modulada | Amplitud Modulada | Amplitud Modulada      | Amplitud Modulada |
| Emisora                            | Característica    | Frecuencia        | Localidad              | Web               |
| ---------------------------------- | ----------------- | ----------------- | ---------------------- | ----------------- |
| Radio Colonia                      | CW-1              | 550 kHz           | Colonia del Sacramento | Web               |
| Radio Carmelo                      | CX-146            | 1460 kHz          | Carmelo                | Web               |
| Radio del Oeste                    | CX-149            | 1490 kHz          | Nueva Helvecia         | Web               |
| Frecuencia modulada                |                   |                   |                        |                   |
| Emisora                            | Característica    | Frecuencia        | Localidad              | Web               |
| Anchorena (Presidencia 1)          | CX-201P           | 88.1 MHz          | Parque Anchorena       |                   |
| Emisora del Sauce                  | CX-206B           | 89.1 MHz          | Juan Lacaze            | Web               |
| FM Rosario                         | CX-210A           | 89.9 MHz          | Rosario                | Web               |
| Reflejos FM                        | CX-214B           | 90.7 MHz          | Nueva Helvecia         | Web               |
| FM Río                             | CX-215A           | 90.9 MHz          | Nueva Palmira          | Web               |
| Claridad FM                        | CX-215B           | 90.9 MHz          | Colonia del Sacramento | Web               |
| Amanecer FM                        | CX-220            | 91.9 MHz          | Colonia del Sacramento | Web               |
| FM Mágica                          | CX-228A           | 93.5 MHz          | Colonia del Sacramento | Web               |
| Radio Viva                         | CX-242A           | 96.3 MHz          | Colonia del Sacramento | Web               |
| Radiodifusión Nacional del Uruguay | CX-284            | 96.9 MHz          | Carmelo                | Web               |
| Bohemia                            | CX-250            | 97.9 MHz          | Colonia del Sacramento | Web               |
| Impacto Colonia                    | CX-262B           | 100.3 MHz         | Colonia del Sacramento | Web               |
| Radio Sacramento                   | CX-270            | 101.9 MHz         | Colonia del Sacramento | Web               |
| Radiodifusión Nacional del Uruguay | CX-280            | 103.9 MHz         | Colonia del Sacramento | Web               |

### Durazno
| Amplitud Modulada                  | Amplitud Modulada | Amplitud Modulada | Amplitud Modulada | Amplitud Modulada |
| Emisora                            | Característica    | Frecuencia        | Localidad         | Web               |
| ---------------------------------- | ----------------- | ----------------- | ----------------- | ----------------- |
| Radio Yí                           | CW-96             | 960 kHz           | Durazno           | Web               |
| Radio Durazno                      | CW-25             | 1430 kHz          | Durazno           | Web               |
| Radio Sarandí Del Yí               | CW-155            | 1550 kHz          | Sarandí del Yi    | Web               |
| Frecuencia modulada                |                   |                   |                   |                   |
| Emisora                            | Característica    | Frecuencia        | Localidad         | Web               |
| Oxígeno FM                         | CX-202G           | 88.3 MHz          | La Paloma         | Web               |
| Scala FM                           | CX-208A           | 89.5 MHz          | Sarandí del Yi    | Web               |
| La noventa                         | CX-211            | 90.1 MHz          | Durazno           |                   |
| FM 95.1 Radio City                 | CX-236B           | 95.1 MHz          | Durazno           | Web               |
| FM Centro                          | CX-274            | 102.7 MHz         | Durazno           | Web               |
| Radiodifusión Nacional del Uruguay | CX-286            | 105.1 MHz         | Durazno           | Web               |
| Boreal                             | CX-293A           | 106.5 MHz         | Villa del Carmen  | Web               |

### Flores
| Amplitud Modulada                  | Amplitud Modulada | Amplitud Modulada | Amplitud Modulada | Amplitud Modulada |
| Emisora                            | Característica    | Frecuencia        | Localidad         | Web               |
| ---------------------------------- | ----------------- | ----------------- | ----------------- | ----------------- |
| Difusora Americana                 | CX-156            | 1560 kHz          | Trinidad          | Web               |
| Frecuencia modulada                |                   |                   |                   |                   |
| Radio Cinco                        | CX-209C           | 89.7 MHz          | Trinidad          | Web               |
| Radiodifusión Nacional del Uruguay | CX-245            | 96.9 MHz          | Trinidad          | Web               |
| La Cien                            | CX-263            | 100.5 MHz         | Trinidad          | Web               |
| Sur FM                             | CX-296            | 107.1 MHz         | Trinidad          | Web               |

### Florida
| Amplitud Modulada                  | Amplitud Modulada | Amplitud Modulada | Amplitud Modulada | Amplitud Modulada |
| Emisora                            | Característica    | Frecuencia        | Localidad         | Web               |
| ---------------------------------- | ----------------- | ----------------- | ----------------- | ----------------- |
| La Nueva Radio                     | CW-33             | 1200 kHz          | Florida           | Web               |
| Radio Agraria                      | CW-116            | 1160 kHz          | Cerro Chato       | Web               |
| Frecuencia modulada                |                   |                   |                   |                   |
| Emisora                            | Característica    | Frecuencia        | Localidad         | Web               |
| Claridad                           | CX-204            | 88.7 MHz          | Florida           | Web               |
| FM Florida                         | CX-207D           | 89.3 MHz          | Florida           | Web               |
| FM Del Este                        | CX-212B           | 90.3 MHz          | Casupá            | Web               |
| La Noventa FM                      | CX-215            | 90.9 MHz          | Sarandí Grande    | Web               |
| Emisora Libertador                 | CX-222            | 92.3 MHz          | Florida           | Web               |
| Casupá FM                          | CXC-231           | 94.1 MHz          | Casupá            | Web               |
| Radiodifusión Nacional del Uruguay | CX-241A           | 96.1 MHz          | Florida           | Web               |
| Radio María Florida                | CX-283A           | 104.5 MHz         | Florida           | Web               |
| Piedra Alta FM                     | CX-288B           | 105.5 MHz         | Florida           | Web               |

### Lavalleja
| Amplitud Modulada                  | Amplitud Modulada | Amplitud Modulada | Amplitud Modulada     | Amplitud Modulada |
| Emisora                            | Característica    | Frecuencia        | Localidad             | Web               |
| ---------------------------------- | ----------------- | ----------------- | --------------------- | ----------------- |
| Radio Lavalleja                    | CW-43             | 1420 kHz          | Minas                 | Web               |
| Radio B. Y Ordóñez                 | CV-146            | 1460 kHz          | José Batlle y Ordóñez | Web               |
| Emisora Del Este                   | CW-54             | 1580 kHz          | Minas                 | Web               |
| Frecuencia modulada                |                   |                   |                       |                   |
| Emisora                            | Característica    | Frecuencia        | Localidad             | Web               |
| Delta FM                           | CX-202B           | 88.3 MHz          | José Pedro Varela     | Web               |
| Nosotros FM                        | CX-214A           | 90.7 MHz          | Minas                 | Web               |
| Por Siempre FM                     | CX-227A           | 93.3 MHz          | Minas                 | Web               |
| Cerro de Nico Pérez                | CX-243            | 96.5 MHz          | José Batlle y Ordóñez | Web               |
| Federal FM                         | CX-256A           | 99.1 MHz          | Minas                 | Web               |
| FM Digital                         | CX-261A           | 100.1 MHz         | Minas                 | Web               |
| Radiodifusión Nacional del Uruguay | CX-291A           | 106.1 MHz         | Minas                 | Web               |

### Maldonado
| Amplitud modulada                  | Amplitud modulada | Amplitud modulada | Amplitud modulada   | Amplitud modulada |
| Emisora                            | Característica    | Frecuencia        | Localidad           | Web               |
| ---------------------------------- | ----------------- | ----------------- | ------------------- | ----------------- |
| Emisora RBC                        | CV-121            | 1210 kHz          | Piriápolis          | Web               |
| Radio San Carlos                   | CW-57             | 1510 kHz          | San Carlos          | Web               |
| Frecuencia modulada                |                   |                   |                     |                   |
| Emisora                            | Característica    | Frecuencia        | Localidad           | Web               |
| Milenium Punta                     | CX-204A           | 88.7 MHz          | Punta del Este      | Web               |
| Radio Liceo N.º 1                  | CX-215D           | 90.9 MHz          | San Carlos          |                   |
| Brava FM                           | CX-218B           | 91.5 MHz          | Maldonado           | Web               |
| Cielo FM                           | CX-223A           | 92.5 MHz          | Pan de Azúcar       | Web               |
| Azul En El Este 93.5               | CX-228B           | 93.5 MHz          | Punta del Este      | Web               |
| Concierto Punta                    | CX-236C           | 95.1 MHz          | Punta Ballena       | Web               |
| Metrópolis Punta                   | CX-240            | 95.9 MHz          | Punta del Este      | Web               |
| Radio Viva                         | CX-244            | 96.7 MHz          | Punta del Este      | Web               |
| Nuevo Tiempo                       | CX-248            | 97.5 MHz          | Punta del Este      | Web               |
| Bohemia FM                         | CX-255            | 98.9 MHz          | Punta del Este      | Web               |
| Radiodifusión Nacional del Uruguay | CX-265            | 100.9 MHz         | Maldonado           | Web               |
| Radio Cero                         | CX-268B           | 101.5 MHz         | Punta del Este      | Web               |
| M24 - Maldonado                    | CX-273            | 102.5 MHz         | Punta Ballena       | Web               |
| Aspen FM                           | CX-278            | 103.5 MHz         | Punta del Este      | Web               |
| Cadena Del Mar                     | CX-293B           | 106.5 MHz         | Barra de Portezuelo | Web               |
| FM Gente                           | CX-296A           | 107.1 MHz         | Maldonado           | Web               |

### Paysandú
| Amplitud modulada                  | Amplitud modulada | Amplitud modulada | Amplitud modulada | Amplitud modulada |
| Emisora                            | Característica    | Frecuencia        | Localidad         | Web               |
| ---------------------------------- | ----------------- | ----------------- | ----------------- | ----------------- |
| Radio Paysandú                     | CW-35             | 1240 kHz          | Paysandú          | Web               |
| La Voz de Paysandú                 | CW-39             | 1320 kHz          | Paysandú          | Web               |
| Radio Felicidad                    | CX-142            | 1420 kHz          | Paysandú          | Web               |
| Paz La Nueva Radio                 | CV-152            | 1520 kHz          | Guichón           | Web               |
| Radio Charrúa                      | CW-154            | 1540 kHz          | Paysandú          |                   |
| Frecuencia modulada                |                   |                   |                   |                   |
| Emisora                            | Característica    | Frecuencia        | Localidad         | Web               |
| FM Cordialidad                     | CX-235            | 94.9 MHz          | Guichón           | Web               |
| Latina FM                          | CX-237            | 95.3 MHz          | Paysandú          | Web               |
| Casino FM                          | CX-242            | 96.3 MHz          | Paysandú          | Web               |
| Máxima FM                          | CX-249            | 97.7 MHz          | Paysandú          | Web               |
| Éxito FM                           | CX-259            | 99.7 MHz          | Paysandú          | Web               |
| Mas FM                             | CX-267            | 101.3 MHz         | Paysandú          | Web               |
| Radiodifusión Nacional del Uruguay | CX-278A           | 103.5 MHz         | Paysandú          | Web               |
| Contacto FM                        | CX-295B           | 106.9 MHz         | Paysandú          | Web               |

### Río Negro
| Amplitud modulada                  | Amplitud modulada | Amplitud modulada | Amplitud modulada | Amplitud modulada |
| Emisora                            | Característica    | Frecuencia        | Localidad         | Web               |
| ---------------------------------- | ----------------- | ----------------- | ----------------- | ----------------- |
| Radio Young                        | CW-68             | 680 kHz           | Young             | Web               |
| Radio Regional San Javier          | CW-137            | 1370 kHz          | San Javier        | Web               |
| Difusora Río Negro                 | CX-148            | 1480 kHz          | Young             | Web               |
| Radio Rincón                       | CX-151            | 1510 kHz          | Fray Bentos       | Web               |
| Radio Litoral                      | CX-160            | 1600 kHz          | Fray Bentos       | Web               |
| Frecuencia modulada                |                   |                   |                   |                   |
| Emisora                            | Característica    | Frecuencia        | Localidad         | Web               |
| Imagen FM                          | CX-206            | 89.1 MHz          | Young             | Web               |
| Radiodifusión Nacional del Uruguay | CX-219B           | 91.7 MHz          | Young             | Web               |
| Luna FM                            | CX-227            | 93.3 MHz          | Young             | Web               |
| Visión Young FM                    | CX-233A           | 94.5 MHz          | Young             | Web               |
| Visión FM                          | CX-243A           | 96.5 MHz          | Fray Bentos       | Web               |
| Impacto FM                         | CX-255A           | 98.9 MHz          | Fray Bentos       | Web               |
| Radiodifusión Nacional del Uruguay | CX-275B           | 102.9 MHz         | Fray Bentos       | Web               |
| FM Sueños                          | CX-294            | 106.7 MHz         | Fray Bentos       | Web               |
| Rincón FM                          | CX-299A           | 107.7 MHz         | Fray Bentos       | Web               |

### Rivera
| Amplitud modulada                  | Amplitud modulada | Amplitud modulada | Amplitud modulada | Amplitud modulada |
| Emisora                            | Característica    | Frecuencia        | Localidad         | Web               |
| ---------------------------------- | ----------------- | ----------------- | ----------------- | ----------------- |
| Radio Reconquista                  | CX-122            | 1220 kHz          | Rivera            | Web               |
| Radio Real                         | CV-137A           | 1370 kHz          | Minas de Corrales | Web               |
| Radio Rivera                       | CX-144            | 1440 kHz          | Rivera            | Web               |
| Radio Internacional                | CW-43B            | 1480 kHz          | Rivera            | Web               |
| Radio Vichadero                    | CV-156            | 1560 kHz          | Vichadero         | Web               |
| Frecuencia modulada                |                   |                   |                   |                   |
| Emisora                            | Característica    | Frecuencia        | Localidad         | Web               |
| Columbia FM                        | CX-203D           | 88.5 MHz          | Rivera            | Web               |
| Horizonte FM                       | CX-207C           | 89.3 MHz          | Rivera            | Web               |
| Radio Activa FM                    | CX-210            | 89.9 MHz          | Rivera            | Web               |
| Emisora del Valle                  | CX-214D           | 90.7 MHz          | Tranqueras        | Web               |
| Radiodifusión Nacional del Uruguay | CX-230            | 93.9 MHz          | Rivera            | Web               |
| Internacional FM                   | CX-233            | 94.5 MHz          | Rivera            | Web               |
| FM De La Cumbre                    | CX-275A           | 102.9 MHz         | Vichadero         | Web               |
| FM Tranqueras                      | CX-297A           | 107.3 MHz         | Tranqueras        | Web               |

### Rocha
| Amplitud modulada                  | Amplitud modulada | Amplitud modulada | Amplitud modulada | Amplitud modulada |
| Emisora                            | Característica    | Frecuencia        | Localidad         | Web               |
| ---------------------------------- | ----------------- | ----------------- | ----------------- | ----------------- |
| Difusora Rochense                  | CW-37             | 1260 kHz          | Rocha             | Web               |
| Radio Fortaleza                    | CW-132            | 1320 kHz          | Rocha             | Web               |
| Universo                           | CW-148            | 1480 kHz          | Castillos         | Web               |
| Nueva Radio Lascano                | CW-159            | 1590 kHz          | Lascano           | Web               |
| Frecuencia modulada                |                   |                   |                   |                   |
| Emisora                            | Característica    | Frecuencia        | Localidad         | Web               |
| Alas FM                            | CX-205            | 88.9 MHz          | Lascano           | Web               |
| Oceánica                           | CX-207            | 89.3 MHz          | Chuy              | Web               |
| Solari Radio                       | CX-214C           | 90.7 MHz          | La Paloma         | Web               |
| Cadena Del Sol                     | CX-219A           | 91.7 MHz          | Rocha             | Web               |
| Radiodifusión Nacional del Uruguay | CX-228            | 93.5 MHz          | Chuy              | Web               |
| Navegante FM                       | CX-231            | 94.1 MHz          | Rocha             | Web               |
| Acuario FM                         | CX-235A           | 94.9 MHz          | Rocha             | Web               |
| Rocha FM (Cadena Digital)          | CX-252            | 98.3 MHz          | La Paloma         | Web               |
| Arena FM                           | CX-257            | 99.3 MHz          | La Paloma         |                   |
| FM Imaginación (La 100)            | CX-260            | 99.9 MHz          | La Paloma         | Web               |
| La Paloma FM                       | CX-271            | 102.1 MHz         | La Paloma         | Web               |
| FM Coronilla                       | CX-272            | 102.3 MHz         | La Coronilla      | Web               |
| Esteña FM                          | CX-276            | 103.1 MHz         | Castillos         | Web               |
| Vida FM                            | CX-284A           | 104.7 MHz         | Rocha             | Web               |
| Onda Marina FM                     | CX-292            | 106.3 MHz         | La Paloma         | Web               |
| Radiodifusión Nacional del Uruguay | CX-299            | 107.7 MHz         | Rocha             | Web               |

### Salto
| Amplitud modulada                  | Amplitud modulada | Amplitud modulada | Amplitud modulada | Amplitud modulada |
| Emisora                            | Característica    | Frecuencia        | Localidad         | Web               |
| ---------------------------------- | ----------------- | ----------------- | ----------------- | ----------------- |
| Radio Tabaré                       | CW-27             | 740 kHz           | Salto             | Web               |
| Radio Libertadores                 | CW-102E           | 1020 kHz          | Salto             | Web               |
| Radio Salto                        | CW-31             | 1120 kHz          | Salto             | Web               |
| Radio Turística                    | CW-141            | 1410 kHz          | Salto             | Web               |
| Radio Arapey                       | CW-145            | 1450 kHz          | Salto             | Web               |
| Frecuencia modulada                |                   |                   |                   |                   |
| Emisora                            | Característica    | Frecuencia        | Localidad         | Web               |
| Emisora Del Lago                   | CX-202E           | 88.3 MHz          | Salto             | Web               |
| Preferencia FM 95.1                | CX-236            | 95.1 MHz          | Salto             | Web               |
| Siglo 21 FM                        | CX-268A           | 101.5 MHz         | Salto             | Web               |
| Nueva Era                          | CX-272A           | 102.3 MHz         | Salto             | Web               |
| América FM                         | CX-277A           | 103.3 MHz         | Salto             | Web               |
| Radiodifusión Nacional del Uruguay | CX-282            | 104.3 MHz         | Salto             | Web               |
| Mundo FM                           | CX-300A           | 107.9 MHz         | Salto             | Web               |

### San José
| Amplitud modulada                  | Amplitud modulada | Amplitud modulada | Amplitud modulada | Amplitud modulada |
| Emisora                            | Característica    | Frecuencia        | Localidad         | Web               |
| ---------------------------------- | ----------------- | ----------------- | ----------------- | ----------------- |
| Radio 41                           | CW-41             | 1360 kHz          | San José de Mayo  | Web               |
| Frecuencia modulada                |                   |                   |                   |                   |
| Emisora                            | Característica    | Frecuencia        | Localidad         | Web               |
| Emisora Libertad FM                | CX-203A           | 88.5 MHz          | Libertad          | Web               |
| Sintonía FM                        | CX-205A           | 88.9 MHz          | San José de Mayo  | Web               |
| Impacto FM 91.7                    | CX-219            | 91.7 MHz          | Libertad          | Web               |
| Radiodifusión Nacional del Uruguay | CX-236D           | 95.1 MHz          | San José de Mayo  | Web               |
| Radio Maragata                     | CX-248A           | 97.5 MHz          | San José de Mayo  | Web               |
| El Lugar FM                        | CX-256B           | 99.1 MHz          | San José de Mayo  | Web               |
| Radio María San José               | CX-277            | 103.3 MHz         | San José de Mayo  | Web               |
| Emisora Principal                  | CX-300            | 107.9 MHz         | San José de Mayo  | Web               |

### Soriano
| Amplitud modulada                  | Amplitud modulada | Amplitud modulada | Amplitud modulada | Amplitud modulada |
| Emisora                            | Característica    | Frecuencia        | Localidad         | Web               |
| ---------------------------------- | ----------------- | ----------------- | ----------------- | ----------------- |
| Difusora Soriano                   | CX-121            | 1210 kHz          | Mercedes          | Web               |
| Radio Centro                       | CV-154            | 1540 kHz          | Cardona           | Web               |
| Radio Agraciada                    | CV-155            | 1550 kHz          | Mercedes          | Web               |
| Radio San Salvador                 | CW-158            | 1580 kHz          | Dolores           | Web               |
| Frecuencia modulada                |                   |                   |                   |                   |
| Emisora                            | Característica    | Frecuencia        | Localidad         | Web               |
| FM Del Húm                         | CX-207A           | 89.3 MHz          | Mercedes          | Web               |
| Skorpio                            | CX-209            | 89.7 MHz          | Dolores           | Web               |
| Color FM                           | CX-212            | 90.3 MHz          | Cardona           | Web               |
| Espacio FM                         | CX-218A           | 91.5 MHz          | Mercedes          | Web               |
| Radiodifusión Nacional del Uruguay | CX-221            | 92.1 MHz          | Mercedes          | Web               |
| Crónicas FM                        | CX-235B           | 94.9 MHz          | Mercedes          | Web               |
| Primavera FM                       | CX-246            | 97.1 MHz          | Mercedes          | Web               |
| FM Galicia                         | CX-262            | 100.3 MHz         | Mercedes          | Web               |

### Tacuarembó
| Amplitud modulada                  | Amplitud modulada | Amplitud modulada | Amplitud modulada       | Amplitud modulada |
| Emisora                            | Característica    | Frecuencia        | Localidad               | Web               |
| ---------------------------------- | ----------------- | ----------------- | ----------------------- | ----------------- |
| Radio Paso de Los Toros            | CX-111            | 1110 kHz          | Paso de los Toros       | Web               |
| Radio Tacuarembó                   | CW-64             | 1280 kHz          | Tacuarembó              | Web               |
| Radio Zorrilla                     | CX-140            | 1400 kHz          | Tacuarembó              | Web               |
| Radio Ibirapitá                    | CW-151            | 1510 kHz          | Paso de los Toros       | Web               |
| Frecuencia modulada                |                   |                   |                         |                   |
| Emisora                            | Característica    | Frecuencia        | Localidad               | Web               |
| FM Música                          | CX-205B           | 88.9 MHz          | Tacuarembó              | Web               |
| La Mega FM                         | CX-209D           | 89.7 MHz          | Tacuarembó              | Web               |
| Hits FM                            | CX-210C           | 89.9 MHz          | San Gregorio de Polanco | Web               |
| FM Toros                           | CX-220A           | 91.9 MHz          | Paso de los Toros       | Web               |
| Armonía FM                         | CX-223            | 92.5 MHz          | Tacuarembó              | Web               |
| Emisora Sta. Isabel                | CX-261            | 100.1 MHz         | Paso de los Toros       | Web               |
| Tiempo FM                          | CX-269            | 101.7 MHz         | Tacuarembó              | Web               |
| Radiodifusión Nacional del Uruguay | CX-279            | 103.7 MHz         | Tacuarembó              | Web               |
| Radio María Tacuarembó             | CX-283            | 104.5 MHz         | Cuchilla del Ombú       | Web               |
| Radiodifusión Nacional del Uruguay | CX-291            | 106.1 MHz         | Paso de los Toros       | Web               |

### Treinta y Tres
| Amplitud modulada                  | Amplitud modulada | Amplitud modulada | Amplitud modulada        | Amplitud modulada |
| Emisora                            | Característica    | Frecuencia        | Localidad                | Web               |
| ---------------------------------- | ----------------- | ----------------- | ------------------------ | ----------------- |
| El Libertador                      | CW121             | 1210 kHz          | Vergara                  | Web               |
| Difusora Treinta y Tres            | CW45              | 1390 kHz          | Treinta y tres           | Web               |
| Radio Patria                       | CX154             | 1540 kHz          | Treinta y tres           | Web               |
| Frecuencia modulada                |                   |                   |                          |                   |
| Emisora                            | Característica    | Frecuencia        | Localidad                | Web               |
| Líder FM                           | CX206C            | 89.1 MHz          | General Enrique Martinez | Web               |
| Perfil FM                          | CX215C            | 90.9 MHz          | Treinta y tres           | Web               |
| Radiodifusión Nacional del Uruguay | CX224             | 92.7 MHz          | Treinta y tres           | Web               |
| Treinta Y Tres FM                  | CX232A            | 94.3 MHz          | Treinta y tres           | Web               |
| FM Conquistador                    | CX247             | 97.3 MHz          | Treinta y tres           | Web               |

## Listados de radiodifusión comunitaria

### Listado de emisoras comunitarias administradas por elMEC
Datos actualizados al 12 de agosto de 2019.
| Radio                     | Indicativo | Frecuencia | Localidad              | Departamento   | Web |
| ------------------------- | ---------- | ---------- | ---------------------- | -------------- | --- |
|                           | CXC198     | 87.5 MHz   | Ciudad de la Costa     | Canelones      |     |
| Antena Libre Fm           | CXC199A    | 87.7 MHz   | El Pinar               | Canelones      |     |
|                           | CXC200B    | 87.9 MHz   | Playa Pascual          | San José       |     |
| Amigos de la Udelar       | CXC201     | 88.1 MHz   | Maldonado              | Maldonado      |     |
|                           | CXC202     | 88.3 MHz   | Fray Bentos            | Río Negro      |     |
|                           | CXC203     | 88.5 MHz   | Agraciada              | Soriano        |     |
| Fm Sueños                 | CXC204     | 88.7 MHz   | Sauce                  | Canelones      |     |
| Radio Enkantada           | CXC204B    | 88.7 MHz   | Aigua                  | Maldonado      |     |
|                           | CXC204C    | 88.7 MHz   | Palmitas               | Soriano        |     |
| Fm Señales                | CXC205B    | 88.9 MHz   | Marindia               | Canelones      |     |
| Radio Molles              | CXC205D    | 88.9 MHz   | Carlos Reyles          | Durazno        |     |
| Zona Libre                | CXC206     | 89.1 MHz   | Fray Marcos            | Florida        |     |
| Palmira FM                | CXC206F    | 89.1 MHz   | Nueva Palmira          | Colonia        |     |
|                           | CXC207A    | 89.3 MHz   | Tambores               | Paysandú       |     |
|                           | CXC207C    | 89.3 MHz   | Ecilda Paullier        | San José       |     |
| Apolo Fm                  | CXC209     | 89.7 MHz   | Migues                 | Canelones      |     |
|                           | CXC209A    | 89.7 MHz   | Villa María            | Río Negro      |     |
|                           | CXC209B    | 89.7 MHz   | Colonia Del Sacramento | Colonia        |     |
|                           | CXC209C    | 89.7 MHz   | Paso de los Toros      | Tacuarembó     |     |
|                           | CXC210     | 89.9 MHz   | Tomás Gomensoro        | Artigas        |     |
| Priviet                   | CXC210A    | 89.9 MHz   | San Javier             | Río Negro      |     |
|                           | CXC210D    | 89.9 MHz   | Libertad               | San José       |     |
|                           | CXC212B    | 90.3 MHz   | San Carlos             | Maldonado      |     |
|                           | CXC212C    | 90.3 MHz   | La Cruz                | Florida        |     |
| Tacuarembó Fm             | CXC212D    | 90.3 MHz   | Tacuarembó             | Tacuarembó     |     |
| Magoya Fm                 | CXC213     | 90.5 MHz   | Maldonado              | Maldonado      |     |
|                           | CXC213A    | 90.5 MHz   | Fernández              | Salto          |     |
|                           | CXC213B    | 90.5 MHz   | Villa Soriano          | Soriano        |     |
| Colectivo Bemba           | CXC214C    | 90.7 MHz   | Las Piedras            | Canelones      |     |
|                           | CXC214E    | 90.7 MHz   | Mendoza                | Florida        |     |
|                           | CXC214F    | 90.7 MHz   | San Luis               | Canelones      |     |
|                           | CXC214G    | 90.7 MHz   | Delta Del Tigre        | San José       |     |
| Radio Victoria Las Brujas | CXC214H    | 90.7 MHz   | Las Brujas             | Canelones      |     |
|                           | CXC215A    | 90.9 MHz   | Blanquillo             | Durazno        |     |
|                           | CXC215B    | 90.9 MHz   | San Jacinto            | Canelones      |     |
| Masoller Fm               | CXC216     | 91.1 MHz   | Masoller               | Rivera         |     |
|                           | CXC217B    | 91.3 MHz   | Cebollati              | Rocha          |     |
|                           | CXC217C    | 91.3 MHz   | La Coronilla           | Rocha          |     |
|                           | CXC218     | 91.5 MHz   | Juan Lacaze            | Colonia        |     |
|                           | CXC218B    | 91.5 MHz   | Chuy                   | Rocha          |     |
| Montes Fm                 | CXC219     | 91.7 MHz   | Montes                 | Canelones      |     |
|                           | CXC219A    | 91.7 MHz   | Tranqueras             | Rivera         |     |
| Aries Fm                  | CXC221     | 92.1 MHz   | Artigas                | Artigas        |     |
| Radio Parque La Paloma    | CXC221A    | 92.1 MHz   | La Paloma              | Rocha          |     |
| Nuevo Berlín Fm           | CXC224     | 92.7 MHz   | Nuevo Berlín           | Río Negro      |     |
| Dulce Fm                  | CXC225     | 92.9 MHz   | Aguas Dulces           | Rocha          |     |
|                           | CXC226     | 93.1 MHz   | Lascano                | Rocha          |     |
|                           | CXC226A    | 93.1 MHz   | Piedras Coloradas      | Paysandú       |     |
| Fm Positiva               | CXC227     | 93.3 MHz   | Carmen                 | Durazno        |     |
|                           | CXC228B    | 93.5 MHz   | Casavalle              | Montevideo     |     |
| Fm La Elegida             | CXC229     | 93.7 MHz   | Río Branco             | Cerro Largo    |     |
|                           | CXC229A    | 93.7 MHz   | Vichadero              | Rivera         |     |
|                           | CXC229B    | 93.7 MHz   | Zona Rural             | Salto          |     |
| El Camino                 | CXC232C    | 94.3 MHz   | Trinidad               | Flores         |     |
| Libertad Fm               | CXC234     | 94.7 MHz   | Colonia Del Sacramento | Colonia        |     |
| La Voz Fm                 | CXC236A    | 95.1 MHz   | Colón                  | Montevideo     |     |
| Desafío Fm                | CXC236B    | 95.1 MHz   | Las Piedras            | Canelones      |     |
|                           | CXC240A    | 95.9 MHz   | Belvedere              | Montevideo     |     |
|                           | CXC242A    | 96.3 MHz   | Paso de los Novillos   | Tacuarembó     |     |
| Corsaria Fm               | CXC244A    | 96.7 MHz   | Colón                  | Montevideo     |     |
| El Espejo Fm              | CXC244C    | 96.7 MHz   | Barros Blancos         | Canelones      |     |
|                           | CXC244D    | 96.7 MHz   | Paso Carrasco          | Canelones      |     |
|                           | CXC245A    | 96.9 MHz   | Rivera                 | Rivera         |     |
|                           | CXC245B    | 96.9 MHz   | Tacuarembó             | Tacuarembó     |     |
|                           | CXC246     | 97.1 MHz   | Isidoro Noblia         | Cerro Largo    |     |
|                           | CXC248     | 97.5 MHz   | Estación Rincón        | Treinta y Tres |     |
|                           | CXC249     | 97.7 MHz   | Pirarajá               | Lavalleja      |     |
| Faro Fm                   | CXC251B    | 98.1 MHz   | Castillos              | Rocha          |     |
|                           | CXC252     | 98.3 MHz   | Tacuarembó             | Tacuarembó     |     |
| Radio Escuela 145         | CXC252A    | 98.3 MHz   | Rivera                 | Rivera         |     |
| El Capiz                  | CXC256     | 99.1 MHz   | Barra de Valizas       | Rocha          |     |
| El Carrillón              | CXC259A    | 99.7 MHz   | Alejandro Gallinal     | Florida        |     |
|                           | CXC260     | 99.9 MHz   | Unión                  | Montevideo     |     |
| Prado Fm                  | CXC260A    | 99.9 MHz   | Montevideo             | Montevideo     |     |
| Extremo Fm                | CXC265     | 100.9 MHz  | Salto                  | Salto          |     |
| Fm Del Camino             | CXC265A    | 100.9 MHz  | Flor de Maroñas        | Montevideo     |     |
| Iniciativa Fm             | CXC265B    | 100.9 MHz  | Sayago                 | Montevideo     |     |
| Fm Activa                 | CXC266     | 101.1 MHz  | Florida                | Florida        |     |
| Fm Neutral                | CXC266A    | 101.1 MHz  | Nico Pérez             | Florida        |     |
|                           | CXC269     | 101.7 MHz  | Miguelete              | Colonia        |     |
| Hiperactiva Fm            | CXC271     | 102.1 MHz  | Minas de Corrales      | Rivera         |     |
| Radioactiva (Mec)         | CXC273     | 102.5 MHz  | Peñarol                | Montevideo     |     |
|                           | CXC274     | 102.7 MHz  | Rincón de Valentín     | Salto          |     |
| Génesis                   | CXC281A    | 104.1 MHz  | Artigas                | Artigas        |     |
| FM Buenos Aires           | CXC281B    | 104.1 MHz  | Balneario Buenos Aires | Maldonado      |     |
| La Otra                   | CXC283     | 104.5 MHz  | Paysandú               | Paysandú       |     |
| Radio Parque Solari (Mec) | CXC286     | 105.1 MHz  | Salto                  | Salto          |     |
| Fm Del Carmen             | CXC287     | 105.3 MHz  | Puntas de Manga        | Montevideo     |     |
| Lacity Fm                 | CXC287A    | 105.3 MHz  | Progreso               | Canelones      |     |
| Nueva Helvecia Fm         | CXC287B    | 105.3 MHz  | Nueva Helvecia         | Colonia        |     |
|                           | CXC295     | 106.9 MHz  | Fray Marcos            | Florida        |     |
| Impulso Fm (Mec)          | CXC295A    | 106.9 MHz  | Sequeira               | Artigas        |     |
| Fm Virtual (Mec)          | CXC296     | 107.1 MHz  | Constitución           | Salto          |     |

### Listado de emisoras comunitarias administradas por laURSEC
Datos actualizados al 12 de agosto de 2019.
| Radio                         | Indicativo | Frecuencia | Localidad                    | Departamento           | Web |
| ----------------------------- | ---------- | ---------- | ---------------------------- | ---------------------- | --- |
| La 87 Punto Siete             | CXC199     | 87.7 MHz   | Pando                        | Canelones              |     |
| La Quimera                    | CXC200     | 87.9 MHz   | Atlántida                    | Canelones              |     |
| Radio Parque UTC              | CXC200C    | 87.9 MHz   | Pajas Blancas                | Montevideo             |     |
| Radio Hit                     | CXC203A    | 88.5 MHz   | Santa Clara de Olimar        | Treinta y Tres         |     |
| Ciudadela Fm                  | CXC204A    | 88.7 MHz   | Centro                       | Montevideo             | Web |
| Gral. Artigas                 | CXC205     | 88.9 MHz   | Toledo                       | Canelones              |     |
| Pueblo                        | CXC206B    | 89.1 MHz   | Trinidad                     | Flores                 |     |
| Flecha 89.1 Fm                | CXC206D    | 89.1 MHz   | Minas                        | Lavalleja              |     |
| Radio Club 89.1 Fm            | CXC206G    | 89.1 MHz   | Solís de Mataojo             | Lavalleja              |     |
| Caraguatá La Voz              | CXC206H    | 89.1 MHz   | Las Toscas                   | Tacuarembó             |     |
| La Heladera                   | CXC207     | 89.3 MHz   | José Pedro Varela            | Lavalleja              |     |
| Diversidad Fm                 | CXC207B    | 89.3 MHz   | Durazno                      | Durazno                |     |
| La Bruja Fm                   | CXC210B    | 89.9 MHz   | Melo                         | Cerro Largo            |     |
| Fm Utopía Comunitaria         | CXC210C    | 89.9 MHz   | Treinta y Tres               | Treinta y Tres         |     |
| Radio Comunitaria Fortaleza   | CXC211     | 90.1 MHz   | Mercedes                     | Soriano                |     |
| Alternativa Young Fm 90.3     | CXC212     | 90.3 MHz   | Young                        | Río Negro              |     |
| Aceguá Fm                     | CXC212A    | 90.3 MHz   | Aceguá                       | Cerro Largo            |     |
| La Isla Fm                    | CXC212E    | 90.3 MHz   | Baltasar Brum                | Artigas                |     |
| Osiris Fm                     | CXC213C    | 90.5 MHz   | Sarandi Del Yi               | Durazno                |     |
| La Caverna                    | CXC214     | 90.7 MHz   | Salinas                      | Canelones              |     |
| Radio Ventura                 | CXC214A    | 90.7 MHz   | Pando                        | Canelones              |     |
| Espika Fm 90.7                | CXC214B    | 90.7 MHz   | Santa Lucía                  | Canelones              |     |
| Ciudad Fm                     | CXC214D    | 90.7 MHz   | Cerrillos                    | Canelones              |     |
| Impactos Fm                   | CXC215     | 90.9 MHz   | Salto                        | Salto                  |     |
| Fm Tambores                   | CXC216A    | 91.1 MHz   | Tambores                     | Paysandú               |     |
| Horizonte Max                 | CXC217     | 91.3 MHz   | Artigas                      | Artigas                |     |
| Equidad Fm                    | CXC217A    | 91.3 MHz   | Rivera                       | Rivera                 |     |
|                               | CXC217D    | 91.3 MHz   | Salto                        | Salto                  |     |
| Victoria Fm                   | CXC219B    | 91.7 MHz   | Ombúes de Lavalle            | Colonia                |     |
| Del Cerro                     | CXC220     | 91.9 MHz   | Rivera                       | Rivera                 |     |
| El Chasque Fm                 | CXC220A    | 91.9 MHz   | Cerro Pelado                 | Rivera                 |     |
| Mega Fm                       | CXC220B    | 91.9 MHz   | Vergara                      | Treinta y Tres         |     |
| Bonita Fm                     | CXC223     | 92.5 MHz   | Salto                        | Salto                  |     |
| Ruta Fm 93.5                  | CXC228     | 93.5 MHz   | Ciudad Del Plata             | San José               |     |
| Casupá Fm                     | CXC231     | 94.1 MHz   | Casupá                       | Florida                |     |
| San Lorenzo                   | CXC232     | 94.1 MHz   | Cerrito de la Victoria       | Montevideo             |     |
| La Cotorra Fm                 | CXC232A    | 94.3 MHz   | Cerro                        | Montevideo             |     |
| Insomnio Fm                   | CXC232B    | 94.3 MHz   | Las Piedras                  | Canelones              |     |
| Emisora de la Playa           | CXC233     | 94.5 MHz   | San Gregorio de Polanco      | Tacuarembó             |     |
| Radio Vilardevoz              | CXC236     | 95.1 MHz   | Aguada                       | Montevideo             |     |
| Suárez Fm                     | CXC236C    | 95.1 MHz   | Joaquín Suárez               | Canelones              |     |
| Radio Nueva Integración       | CXC238     | 95.5 MHz   | Tacuarembó                   | Tacuarembó             |     |
| Terminal Fm                   | CXC240     | 95.9 MHz   | Artigas                      | Artigas                |     |
|                               | CXC242     | 96.3 MHz   | Río Branco                   | Cerro Largo            |     |
| Barriada Fm                   | CXC244     | 96.7 MHz   | Villa Española               | Montevideo             |     |
| La Cien Fm                    | CXC244B    | 96.7 MHz   | Florida                      | Florida                |     |
| Timbó                         | CXC245     | 96.9 MHz   | San José de Mayo             | San José               |     |
| Ciudad Del Colla              | CXC247     | 97.3 MHz   | Rosario                      | Colonia                |     |
| Adeom Fm                      | CXC251     | 98.1 MHz   | Florida                      | Florida                |     |
| Fm Raíces                     | CXC251A    | 98.1 MHz   | Maldonado                    | Maldonado              |     |
| Radio Red Pueblo              | CXC252B    | 98.3 MHz   | San José de Mayo             | San José               |     |
| Adeom Lavalleja               | CXC253A    | 98.5 MHz   | Minas                        | Lavalleja              |     |
| El Pozo                       | CXC259     | 99.7 MHz   | San Carlos                   | Maldonado              |     |
| Cuatro Límites                | CXC261     | 100.1 MHz  | Ismael Cortinas              | Flores                 |     |
| Resistencia                   | CXC272     | 102.3 MHz  | Montevideo                   | Montevideo             |     |
| Digital Fm                    | CXC272A    | 102.3 MHz  | Sarandi Grande               | Florida                |     |
| Radio Lugares                 | CXC274A    | 102.7 MHz  | Carmelo                      | Colonia                |     |
| El Puente Fm                  | CXC277     | 103.3 MHz  | La Teja                      | Montevideo             |     |
| Radio Utopía 103.3 Fm         | CXC277A    | 103.3 MHz  | Colonia Nicolich             | Canelones              |     |
| Radio Ciudadana La Gaviota Fm | CXC277B    | 103.3 MHz  | Jardines Del Hipódromo       | Montevideo             |     |
| Latorre Fm                    | CXC280     | 103.9 MHz  | Fray Marcos                  | Florida                |     |
| Emisora FM Buenos Aires       | CXC281B    | 104.1 MHz  | Maldonado                    | Balneario Buenos Aires |     |
| Emisora Pueblo                | CXC281     | 104.1 MHz  | Durazno                      | Durazno                |     |
| Fm Voces                      | CXC283A    | 104.5 MHz  | Maldonado                    | Maldonado              |     |
| Radio Barrilete               | CXC287C    | 105.3 MHz  | Capitán Juan Antonio Artigas | Canelones              |     |
| Alternativa Fm                | CXC288     | 105.5 MHz  | Nuevo París                  | Montevideo             |     |
| La Kandela Fm                 | CXC288A    | 105.5 MHz  | Tacuarembó                   | Tacuarembó             |     |
| Ozono Fm                      | CXC290     | 105.9 MHz  | Salto                        | Salto                  |     |
|                               | CXC290A    | 105.9 MHz  | Fray Bentos                  | Río Negro              |     |
| Horizonte Fm                  | CXC292     | 106.3 MHz  | Paysandú                     | Paysandú               |     |
| En Libertad                   | CXC292A    | 106.3 MHz  | Villa García                 | Montevideo             |     |
| Radio Cooperativa             | CXC292B    | 106.3 MHz  | Villa Española               | Montevideo             |     |
| Artigas Fm                    | CXC292C    | 106.3 MHz  | Artigas                      | Artigas                |     |
| Sinfonía Fm                   | CXC292D    | 106.3 MHz  | Colón                        | Montevideo             |     |

## Radioemisoras difuntas
| Emisora                      | Indicativo | Frecuencia                                                            | Banda | Departamento   | Fecha de última emisión |
| ---------------------------- | ---------- | --------------------------------------------------------------------- | ----- | -------------- | ----------------------- |
| Global FM                    | CX-208     | 89.5 MHz                                                              | FM    | Maldonado      | 2018                    |
| Concierto Punta              | CX-232C    | 94.3 MHz                                                              | FM    | Maldonado      | 2007                    |
| Concierto FM                 | CX-234     | 94.7 MHz (frecuencia reasignada a Radiodifusión Nacional del Uruguay) | FM    | Montevideo     | 2007                    |
| Sinfonía FM                  | CX-239     | 95.7 MHz                                                              | FM    | Treinta y Tres | 2017                    |
| FM Dolores                   | CX-239A    | 95.7 MHz                                                              | FM    | Soriano        | 2019                    |
| La Pedrera FM                | CX-241     | 96.1 MHz                                                              | FM    | Rocha          | 2022                    |
| FM Cenit                     | CX-262A    | 100.3 MHz                                                             | FM    | Rivera         | 2012                    |
| FM del Caño                  | CX-284     | 104.7 MHz                                                             | FM    | Colonia        | 2024                    |
| Radio Punta                  | CX-287     | 105.3 MHz                                                             | FM    | Maldonado      | 2007                    |
| Radio Del Río                | CX-295A    | 106.9 MHz                                                             | FM    | Colonia        | 2018                    |
| Emisora Ciudad de Montevideo | CX-42      | 1370 kHz                                                              | AM    | Montevideo     | 2021                    |
| Radio la R (AM Libre)        | CX-44      | 1410 kHz                                                              | AM    | Montevideo     | 2024                    |
| Radio Femenina               | CX-48      | 1490 kHz                                                              | AM    | Montevideo     | 1973                    |
| Radio Independencia          | CX-50      | 1530 kHz                                                              | AM    | Montevideo     | 2007                    |
| Emisora Cono Sur             | CW-153     | 1530 kHz                                                              | AM    | Colonia        | 2018                    |
| Radio Maldonado              | CW-51      | 1560 kHz                                                              | AM    | Maldonado      | 29 de febrero de 2016   |
| Estación Real de San Carlos  | CX-159     | 1590 kHz                                                              | AM    | Colonia        | 2020                    |